# Voskovka Reidova
Voskovka Reidova (Hygrocybe reidii), jinak také šťavnatka Reidova, voskovka Marchiova či šťavnatka Marchiova je vzácný druh houby z čeledi šťavnatkovité (Hygrophoraceae). V Červeném seznamu hub České republiky je druh uveden jako kriticky ohrožený.

## Znaky
Klobouk dorůstá do šířky 1–5 cm, tvarem přechází z klenutého s podvinutými okraji na plochý až s lehce vtlačeným středem. Okraje jsou vroubkované, jen úzce podvinuté. Pokožka je hladká, v mládí lepkavá, později rozpraskaná a suchá. Barvu má žlutooranžovou, oranžovou či červenavou, stářím vybledá až do zeleného odstínu.
Lupeny jsou žluté nebo s oranžovým nádechem, ostří je oproti zbytku lupenů světlejší či úplně bílé, u třeně jsou zoubkem připojené až krátce sbíhavé, na klobouku jsou řídce uspořádané. Výtrusný prach je bílý.
Třeň je 2–7,5 cm dlouhý, válcovitý, často stlačený, suchý, matný, hladký, dutý, barvy podobné co lupeny. Báze je zúžená, plstnatá a bílá.
Dužnina je žlutooranžová, křehká, tenká, chuťově nevýrazná, voní sladce po medu.

## Užití
Nejedlá houba.

## Ekologie
Tuto voskovku můžeme v podzimních měsících najít na nehnojených, světlých, travnatých plochách ve vyšších polohách (například na pastvinách, lukách, ve světlých lesích,..), často v místech výskytu smilky tuhé (Nardus stricta), z dřevin preferuje trnku obecnou (Prunus spinosa).

## Rozšíření
Výskyt druhu byl popsán v oblastech Evropy, Severní Ameriky, Paraguaye a Ruska.

## Galerie

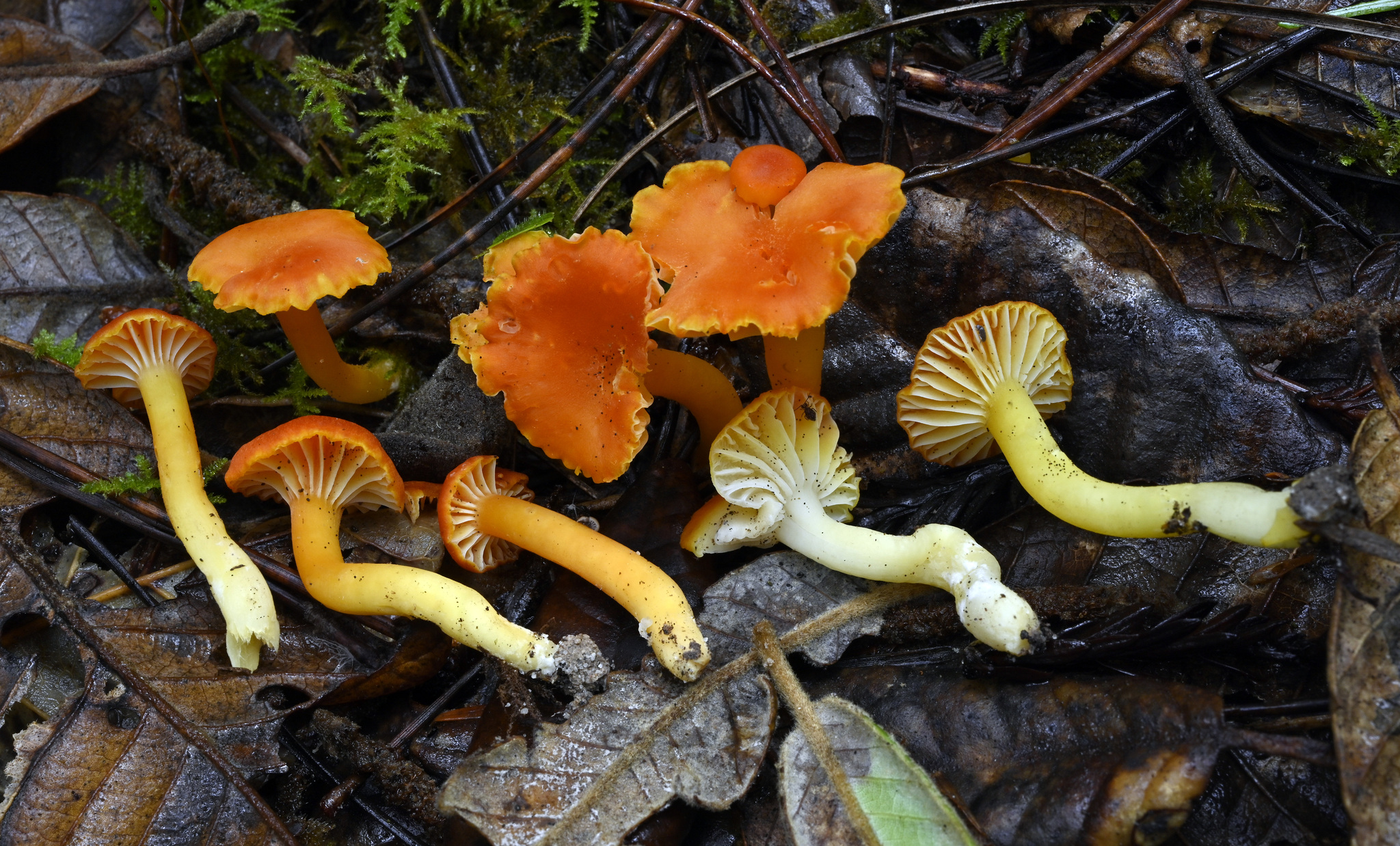
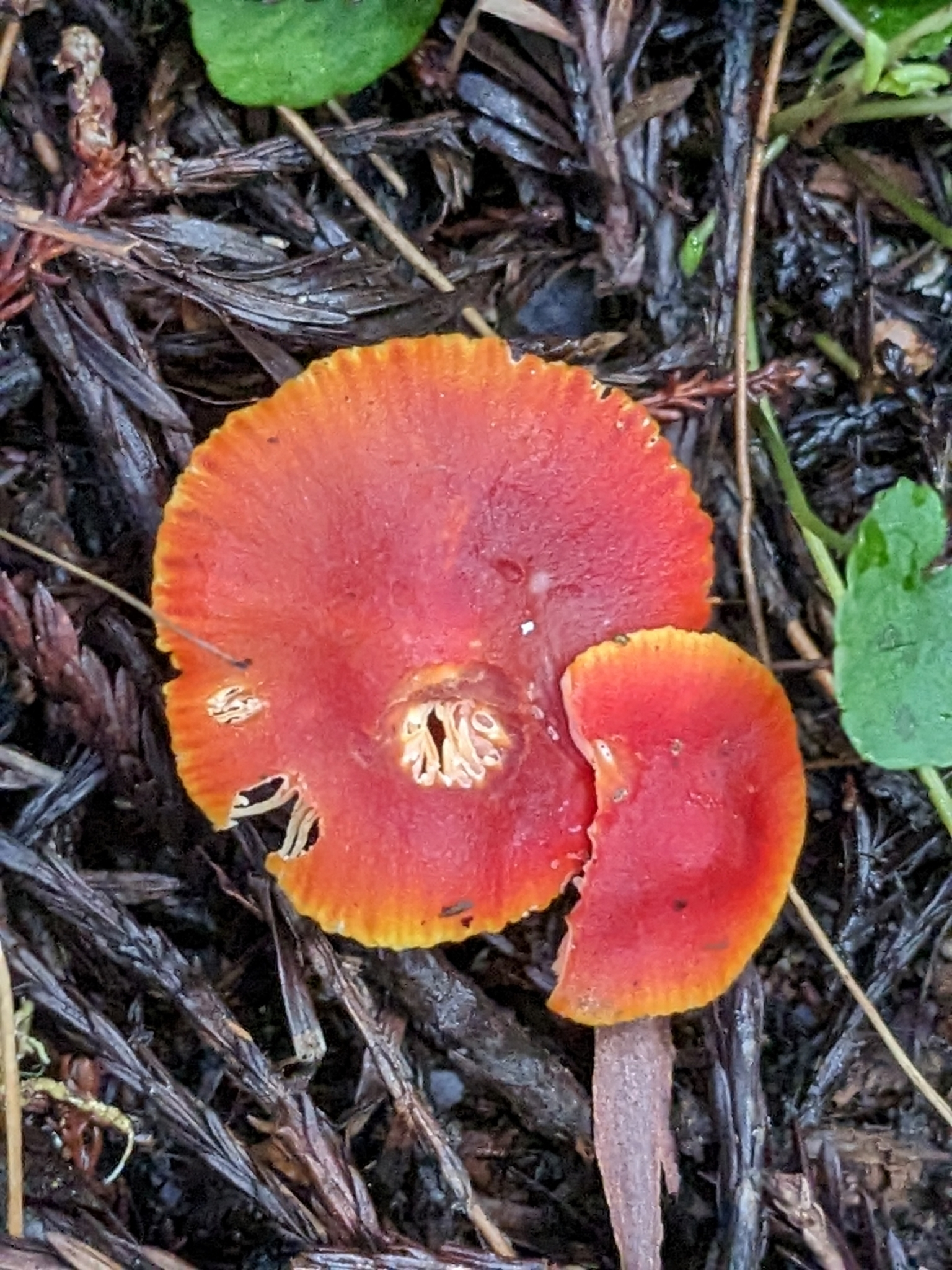
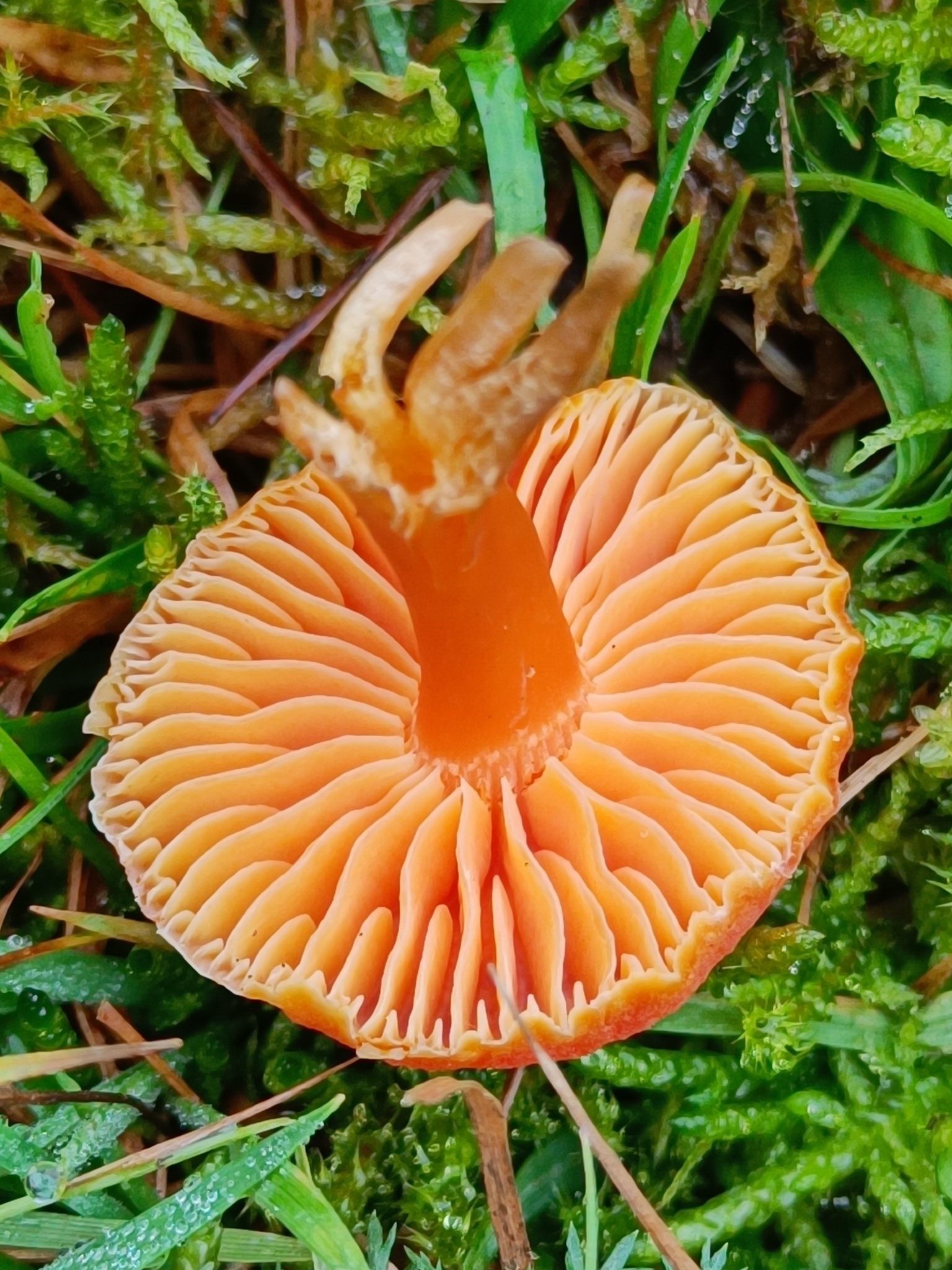
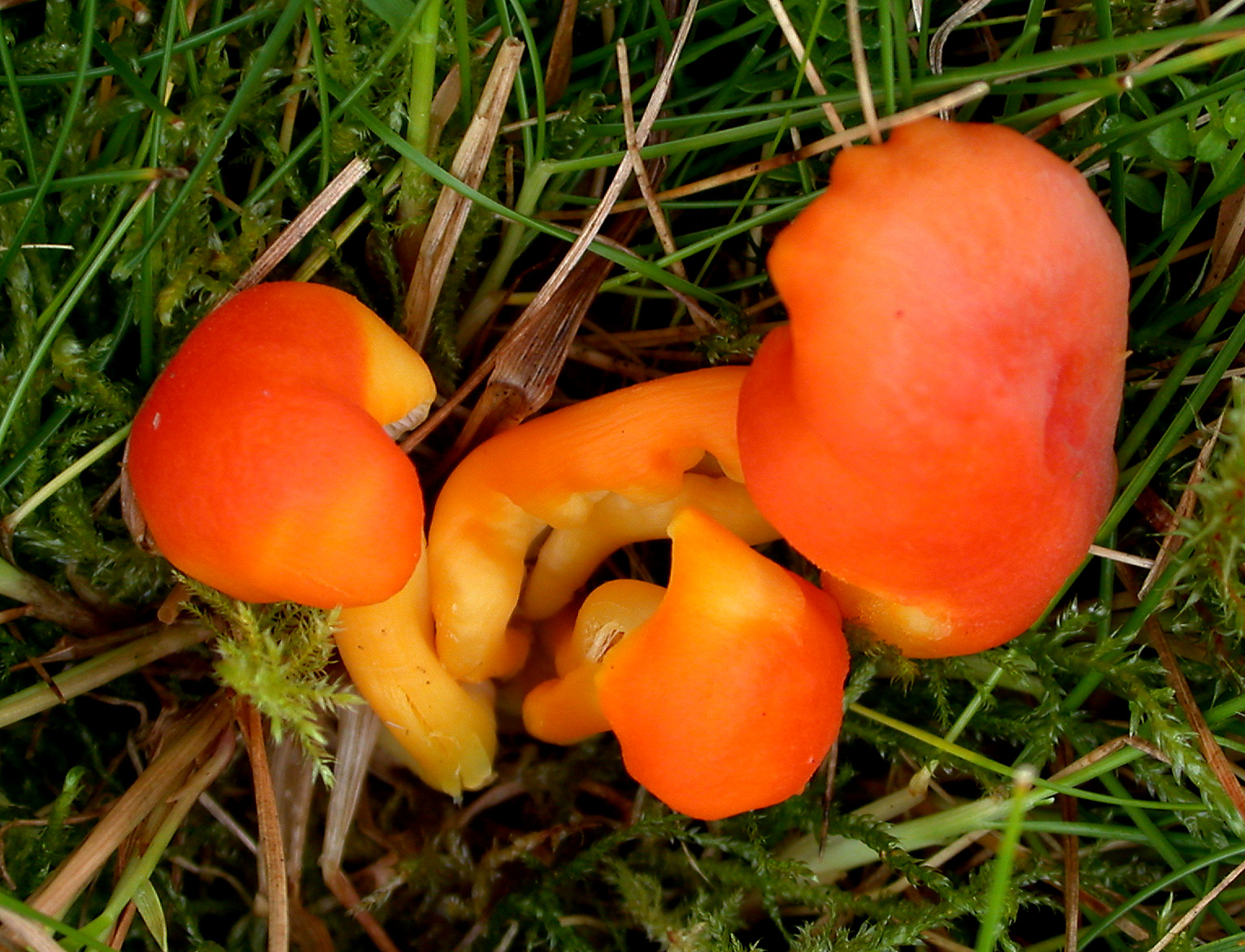

## Možnost záměny
- Voskovka bažinná (Hygrocybe helobia)
- Voskovka krvavá (Hygrocybe miniata)
- Voskovka klidná (Hygrocybe quieta)
- Voskovka hořká (Hygrocybe mucronella)
- Voskovka lišková (Hygrocybe cantharellus)